# Lustiges Taschenbuch
Lustiges Taschenbuch (bis 1987 Walt Disneys Lustige Taschenbücher), kurz LTB, ist eine deutschsprachige Comic-Publikation, die seit 1967 im Verlag Egmont Ehapa Media erscheint. Der Umfang der Taschenbücher beträgt in der Regel 256 Seiten (250 Seiten Comics). Am 29. Juli 2025 erschien Band Nr. 600. Außerdem gibt es zahlreiche Nebenreihen und Neuauflagen.
Im Lustigen Taschenbuch erscheinen Comics aus dem Universum um Donald Duck und Micky Maus. Die weitaus meisten Comics stammen aus Italien, auch Comics aus Skandinavien sind in nennenswerter Anzahl vertreten. Comics aus anderen Ländern gibt es nur selten, so z. B. in Band Nr. 53, der mehrere US-amerikanische Geschichten von Carl Barks beinhaltet.

## Geschichte
| Band           | DE      | AT      | CH & LI   |
| -------------- | ------- | ------- | --------- |
| Nr. 1 (1967)   | 2,50 DM | 18,50 S | 2.80 Fr.  |
| Nr. 5 (1968)   | 2,80 DM | 19 S    | 3.10 Fr.  |
| Nr. 12 (1970)  | 3,00 DM | 23 S    | 3.50 Fr.  |
| Nr. 19 (1972)  | 3,50 DM |         |           |
| Nr. 28 (1974)  | 3,80 DM | 30 S    | 5.00 Fr.  |
| Nr. 38 (1975)  | 4,20 DM | 32 S    | 5.00 Fr.  |
| Nr. 47 (1977)  | 4,50 DM | 35 S    | 4.90 Fr.  |
| Nr. 64 (1979)  | 4,80 DM | 37 S    | 4.80 Fr.  |
| Nr. 72 (1981)  | 5,00 DM | 38 S    | 5.00 Fr.  |
| Nr. 86 (1983)  | 5,30 DM | 42 S    | 5.30 Fr.  |
| Nr. 100 (1984) | 5,90 DM | 47 S    | 5.90 Fr.  |
| Nr. 110 (1986) | 6,20 DM | 48 S    | 6.20 Fr.  |
| Nr. 144 (1990) | 6,50 DM | 49 S    | 6.50 Fr.  |
| Nr. 204 (1995) | 6,80 DM | 52 S    | 7.50 Fr.  |
| Nr. 242 (1998) | 6,80 DM | 54 S    | 7.50 Fr.  |
| Nr. 294 (2002) | 3,95 €  |         |           |
| Nr. 333 (2005) | 4,20 €  | 4,30 €  | 7.80 Fr.  |
| Nr. 372 (2008) | 4,70 €  | 4,90 €  | 8.90 Fr.  |
| Nr. 398 (2010) | 4,99 €  | 5,20 €  | 9.50 Fr.  |
| Nr. 424 (2012) | 5,50 €  | 5,70 €  | 10.50 Fr. |
| Nr. 468 (2015) | 5,99 €  | 6,20 €  | 11.50 Fr. |
| Nr. 494 (2017) | 6,50 €  | 6,70 €  | 12.50 Fr. |
| Nr. 528 (2020) | 6,99 €  | 7,00 €  | 12.50 Fr. |
| Nr. 554 (2022) | 7,99 €  | 8,50 €  | 14.20 Fr. |
| Nr. 593 (2025) | 8,99 €  | 9,50 €  | 14.90 Fr. |

Als am 9. Oktober 1967 Der Kolumbusfalter und andere Abenteuer als erster Band der Reihe im deutschen Zeitschriftenhandel erschien, gab es bereits die Micky Maus, die seit 1951 die Geschichten von Donald Duck und Co. in Heftform verbreitete, sowie andere Disney-Comichefte. In Italien gab es mit Topolino und I Classici di Walt Disney bereits ähnliche Publikationen; in den Sonntagsbeilagen US-amerikanischer Zeitungen der 1930er bis 1950er Jahre erschienen Fortsetzungsgeschichten mit Micky Maus.
Der Ehapa-Verlag versuchte, mit der Veröffentlichung des ersten Lustigen Taschenbuchs an den italienischen Markt anzuknüpfen, wo Disney-Comics in Taschenbuchform schon lange gute Verkaufszahlen erreichten. Die Länge der Geschichten war zu dieser Zeit immer an den Umfang der Hefte gebunden; das Lustige Taschenbuch bot nun die Möglichkeit, auch längere Geschichten zu erzählen. Es entwickelte sich eine enorme Produktion in Italien, wo zeitweilig die Hälfte aller in Europa geschriebenen und gezeichneten Comics erstellt wurden.
Mit dem Einzug längerer Geschichten wurde an die Tradition alter Abenteuergeschichten des Cartoonisten Floyd Gottfredson angeknüpft, der dieses Genre in den 1930er Jahren geprägt hatte. Typisch für die ersten Bücher bis Band 79 ist eine Rahmengeschichte. Die Hauptgeschichten werden in solchen Veröffentlichungen durch Vor- und Zwischenepisoden miteinander verknüpft. Mit wenigen Ausnahmen ist jedes dieser Bücher entweder komplett dem Micky-Maus-Universum oder dem Donald-Duck-Universum zuzuordnen. Seit Band 80 stehen die Geschichten in der Regel unverbunden nebeneinander und sind manchmal auch innerhalb eines Bandes nicht mehr an ein Universum gebunden.
Das Format der Comics ist in sogenannten Drei-Reihern verfasst – auf einer Seite befinden sich jeweils drei Strips, sofern nicht größere bzw. kleinere Bilder verwendet werden, was in den jüngeren Bänden öfter als früher der Fall ist. Seit 1987 (Band 119) sind die Bände komplett koloriert, während zuvor nur jede zweite Doppelseite farbig gedruckt worden war. Bis Band 166 wurden die Lustigen Taschenbücher in Italien vom Mondadori-Verlag gedruckt. Seit Band 167 (1992) werden sie von GGP Media in Deutschland im thüringischen Pößneck hergestellt.
Die Preise für das Lustige Taschenbuch wurden im Laufe der Jahre immer wieder erhöht. So kostete der zweite Band der Reihe, Hallo … hier Micky! vom Januar 1968 in Deutschland 2,50 DM, in Österreich 18,50 Schilling und in der Schweiz 2.80 Franken. Im Dezember 2011 lag der Preis in Deutschland bei 4,99 €, in Österreich bei 5,20 € und in der Schweiz bei 9.50 Fr.
Die Erscheinungsweise änderte sich mehrfach. Die Ausgaben bis 1974 erschienen vier- bis fünfmal jährlich, 1975 und 1976 je sechs Mal, von 1980 bis 1983 sieben Mal und von 1984 bis 1989 acht Mal jährlich, wobei 1987 die Nummern 119 und 120 am selben Tag erschienen. Von 1990 bis 1995 erschienen abwechselnd 13 bzw. 12 Bände jährlich. Seit 1996 erscheint das Lustige Taschenbuch 13 Mal jährlich und dabei stets an einem Dienstag im Abstand von vier Wochen.
Anders als die Comichefte des Verlags werden die Lustigen Taschenbücher nicht remittiert und finden sich auch noch Monate später in entsprechenden Ständern in Zeitschriftenregalen.

## Inhalte

### Grundsätzliches
Die Comics haben Geschichten der Bewohner Entenhausens zum Inhalt – insbesondere von Donald Duck und Micky Maus – die von den unterschiedlichsten Zeichnern angefertigt werden. Aufgrund des italienischen Vorbildes stammten sie zunächst meist aus Italien, später kamen auch Storys aus Dänemark dazu.

### Parodien
Viele von Topolino übernommene Geschichten in den Lustigen Taschenbüchern spielen auf Vorlagen aus Literatur, Film, Musik und Geschichte an. Bereits in Band 16 persifliert Donald Baba die Erzählung Ali Baba aus Tausendundeiner Nacht und in Die Reise um die Welt in 8 Tagen Jules Vernes In 80 Tagen um die Welt, in Band 17, Micky und Minni, erzählt Minni Micky am Telefon den Roman Der Kurier des Zaren von Jules Verne, in der ersten Geschichte von Band 58 findet sich Donald als William Shakespeares Hamlet wieder, wohingegen er in der zweiten Geschichte als El Cid Pampeador die Heldendichtung Cantar de Mio Cid parodiert. In Band 117 parodiert Die Ducks … vom Winde verweht die Südstaaten-Romanze Vom Winde verweht. Band 506 enthält eine Tatortstory.
Literarische Anspielung finden beispielsweise auch Tarzan (Tarzonald, Band 141), Die Abenteuer des Tom Sawyer (Die Abenteuer des Mick Sawyer, Band 153), Les Misérables (Das Geheimnis der Silberleuchter, Band 143), Das Foucaultsche Pendel (Das Pendel des Ekol, Band 166), Die Irrfahrten des Odysseus (Streit um Odysseus, Band 224), Moby-Dick (Moby Duck, Band 467), Die Schatzinsel (Die Schatzinsel, Band 491), Frankenstein (Duckenstein, Band 512), Die unendliche Geschichte (Abenteuer im Comicland, Band 186), Der Ring des Nibelungen (Reingold, Band 66, Der magische Ring, Band 148), Feldzüge und Abenteuer des Freiherrn von Münchhausen (Baron Donald von Münchhausen, Band 66), Krieg und Frieden (Krieg und Frieden, Band 122), Dracula (Graf Phantula, Band 434) oder die Werke der italienischen Literatur der Renaissance und des ausgehenden Mittelalters (Das Güldene Faß, Band 137), wobei von letzterer speziell das Epos Der rasende Roland von Ludovico Ariosto eine gesonderte Bearbeitung in der Drachenland-Trilogie erfuhr (Drachengold, Band 197, Der Ritter ohne Furcht und Adel, Band 203, sowie Der Geist aus der Kanne, Band 226).
Filmparodien gibt es zum Beispiel auf Star Wars (Der Allmeister rettet die Welt, Band 164, Kampf der Galaxien, Band 168 und Die Weltraumritter, Band 338) und Indiana Jones (Phantomias in Band 121 und Indiana Goof bei all seinen Auftritten). Ebenso werden berühmte Szenen aus Hitchcock-Klassikern parodiert: Vertigo, Psycho, Das Fenster zum Hof, Die Vögel und Über den Dächern von Nizza (Die Schreckens-Kur, Band 234). Aus der Musik wurden bereits Carmen (Carmen olé) und Aida (Holde Aida, beide in Band 88) parodiert. Im LTB Galaxy wurde die Serie Star Top abgedruckt, die eine Parodie auf die Kultserie Star Trek ist und 2017 ebenfalls 50-Jahre-Jubiläum gefeiert hat. Im LTB 513 wurde eine Abhandlung des Stummfilmklassikers und erster Film, der Weltdokumentenerbe wurde, Metropolis von Fritz Lang, abgedruckt.
Diese Parodien sind verschiedener Art. Ein Beispiel anhand dreier unterschiedlicher Adaptionen des Herrn der Ringe:
- Die Sage vom Hundertturm (Band 222) ist die erste Adaption der Reihe, in der Donald, Tick, Trick und Track, Dussel, Micky und Goofy sich auf die Suche nach einer Pfanne als siebten Talisman des Herrn des Bösen machen. Eine Parodie mit dennoch einigen Parallelen.
- In Der Herr der Klinge (Band 319) geht es um die titelgebende Fernsehserie, die eine klare Parodie auf die Verfilmung des Buches ist. Es herrscht ein humoristischer Charakter vor; parodiert wird allerdings weniger die Filmreihe selbst als der Umgang damit. Die Vorlage ist in die Geschichte eingebunden.
- Die große Reise (Band 448) und die Fortsetzung Marsch durch Mittelwelt (Band 461) sind dagegen echte Parodien der Vorlage. Die Geschichte wird sehr parodistisch und mit vielen Anspielungen und Kommentaren nacherzählt, wobei Donald und Micky die Hauptrollen spielen.

Die Literaturparodien erfreuen sich enormer Beliebtheit, und so widmete der Verlag den Lesern im Jahr 2020 eine Sonderedition mit dem Schwerpunkt Literatur. Darunter befinden sich Erstveröffentlichungen wie Nussknacker und Mäusekönig, Ducklet, Schuld und Sühne, oder Die fantastischen Abenteuer des Don Quigoof de la Bilanca. 2021 folgte eine weitere Sonderedition mit dem Schwerpunkt Kino, die ebenso sehr viele Adaptionen enthielt. Ab Ausgabe 598 bis 604 widmet sich das Lustige Taschenbuch zudem einer Comicadaption-Reihe bekannter Marvel-Helden, in dessen Rolle Donald Duck schlüpft.

### Weitere Themen
Auch geschichtliche Themen werden oft aufgegriffen, darunter die Hugenottenkriege (Die Botschaft des Königs in Band 84), die Französische Revolution, die Entdeckung Amerikas durch Christoph Kolumbus und die Belagerung Trojas. Bezüglich geschichtlicher Themen existiert eine eigene (nicht nur im LTB erscheinende) Reihe von Geschichten, in denen Micky und Goofy mittels einer geheimen Zeitmaschine, die im Entenhausener Museum steht, in die Historie reisen, oft im Auftrag der Prof. Zapotek und Marlin, denen die Zeitmaschine gehört. Über 80 dieser Geschichten wurden bereits im LTB und dessen Nebenreihen veröffentlicht, 60 warten noch auf ihre Veröffentlichung. Mit der Buchreihe LTB History veröffentlichte der Verlag 2014 sechs Bücher rund um das Themengebiet Geschichte.
Das Lustige Taschenbuch greift darüber hinaus immer wieder Umweltthematiken auf wie in den Geschichten Onkel Dagoberts schwimmende Raffinerie (Band 86), Abenteuer im Regenwald (Band 155) und Der Schmutzgeier schlägt zu (Band 164). Thematisiert wird neben bedrohten Tierarten (Der letzte Gulu-Gulu in Band 79) auch der Massentourismus (Die schwimmenden Felder in Band 83 oder Die wunderbare Ferienwelt in Band 171).
Besonders zu erwähnen sind die vielen, aber im deutschen Sprachraum über Jahrzehnte nur teilweise veröffentlichten Serien wie Micky-Kid, Mauser Chroniken, Mickys Weltgeschichte, Mickys Kunstgeschichte, Kommissar de Mauss uvm.

## Gestaltung

### Erstauflagen
Das Konzept des Lustigen Taschenbuchs wurde im Laufe der Zeit gelegentlich geändert. Bis Band 76 wurde das LTB durch eine Rahmenhandlung zusammengehalten, die aus einer Vor- und mehreren Übergangsgeschichten bestand. Nach einem kurzen Aufleben im LTB 79 verschwand die Vorgeschichte und ab Band 83 auch die Zwischengeschichte (s. o.). Die Vor- und Zwischengeschichten, die fast immer von Giuseppe Perego umgesetzt wurden, waren dabei oft von unterdurchschnittlicher zeichnerischer und erzählerischer Qualität. Die Rahmenhandlung wurde danach nur noch sporadisch verwendet, z. B. bei Band 97 Olympisches Allerlei oder Band 167 Die sieben Weltwunder. Band 352 und Band 353 enthielten ebenfalls eine Rahmenhandlung, die sich gar über beide Bände erstreckte. In Band 390 und Band 455, die Donald Ducks 75. bzw. 80. Geburtstag zelebrieren, werden die einzelnen Geschichten (Binnenhandlung) durch eine Rahmenhandlung verbunden, in der Donald Duck eben auf jene Geschichten zu sprechen kommt.
Bis Band 106 waren die Bände nach Figuren sortiert; es waren entweder nur Duck- oder nur Maus-Geschichten enthalten. Ausnahmen sind die Bände 8, 13, 18, 66 und 97 (Donald gibt nicht auf, Micky in Gefahr, Donald ist unschlagbar, Donald dreht durch und Olympisches Allerlei), wo nicht nur sowohl Maus- als auch Duck-Geschichten enthalten sind, sondern sogar die Rahmenhandlung von Mitgliedern beider Clans bestritten wird. Die Trennung war wohl dadurch begründet, dass die Ducks in den meisten Sprachen anders als im deutschsprachigen Raum in einer anderen Stadt leben als Micky Maus und Goofy. „Entenhausen“ umfasst etwa im englischen Original Duckburg und Mouseton (oder italienisch Paperopoli und Topolinia), wie auch viele andere Städte, die in Filmen wie Darkwing Duck etc. verwendet wurden. Ab Band 106 war die Verteilung zwischen Maus- und Duck-Geschichten in etwa gleich. Im Laufe der Zeit, insbesondere zwischen den Bänden 200 und 250, änderte sich das und eine Dominanz der Duck-Geschichten wurde erkennbar; es gab in Folge nur noch eine Maus-Geschichte, selten auch einmal zwei.
Bis Band 118 hatten die Bücher aus Kostengründen (bis auf zwei Testausgaben in Berlin und München) abwechselnd zwei Seiten in Vollfarbe und zwei Seiten in Schwarz-Weiß, zudem wurde ein relativ grobkörniges Papier verwendet (s. o.). Besonders gestaltete Jubiläumsbände gab es nicht. Seit Band 119 werden die LTB komplett in Farbe und mit einem Buchrückenmotiv produziert, das sich jeweils über die Bände mindestens eines Jahres erstreckt. Gelegentlich wurden Ausgaben mit Glanzeinband herausgegeben, zum ersten Mal beim Band 150 und seitdem mindestens bei jedem 50. Band, aber auch bei runden „Geburtstagen“ der Hauptfiguren oder des Lustigen Taschenbuchs selbst. Lange Zeit blieb der Glanzeinband die einzige Form der besonderen Gestaltung. Erst seit Nummern jenseits der 300 findet man besonders aufwändige Einbände auch bei Ausgaben, die nicht zu einem bestimmten Jubiläum erschienen sind. So sind beispielsweise die Bände 321 und 343 auf dem oberen Buchdeckel mit geprägten Reliefs versehen, die Oberseite von Band 336 ist mit glitzerndem „Sand“ bestreut, bei Band 351 ist sie aus Anlass der Fußball-Weltmeisterschaft 2006 mit in Fußballplatz-Optik gestaltetem Samtpapier beklebt; die Uhr auf dem Titel von Band 360 leuchtet im Dunkeln und die LTBs 372, 398 und 424 wurden mit einem 3D-Cover ausgeliefert. Ferner gab es ein Hologramm auf dem Cover von LTB 385 und ein Scherben-Design auf LTB 388. Der am 7. November 2017 erschienene Band 500 kann von vorn und von hinten gelesen werden.

### Neuauflagen

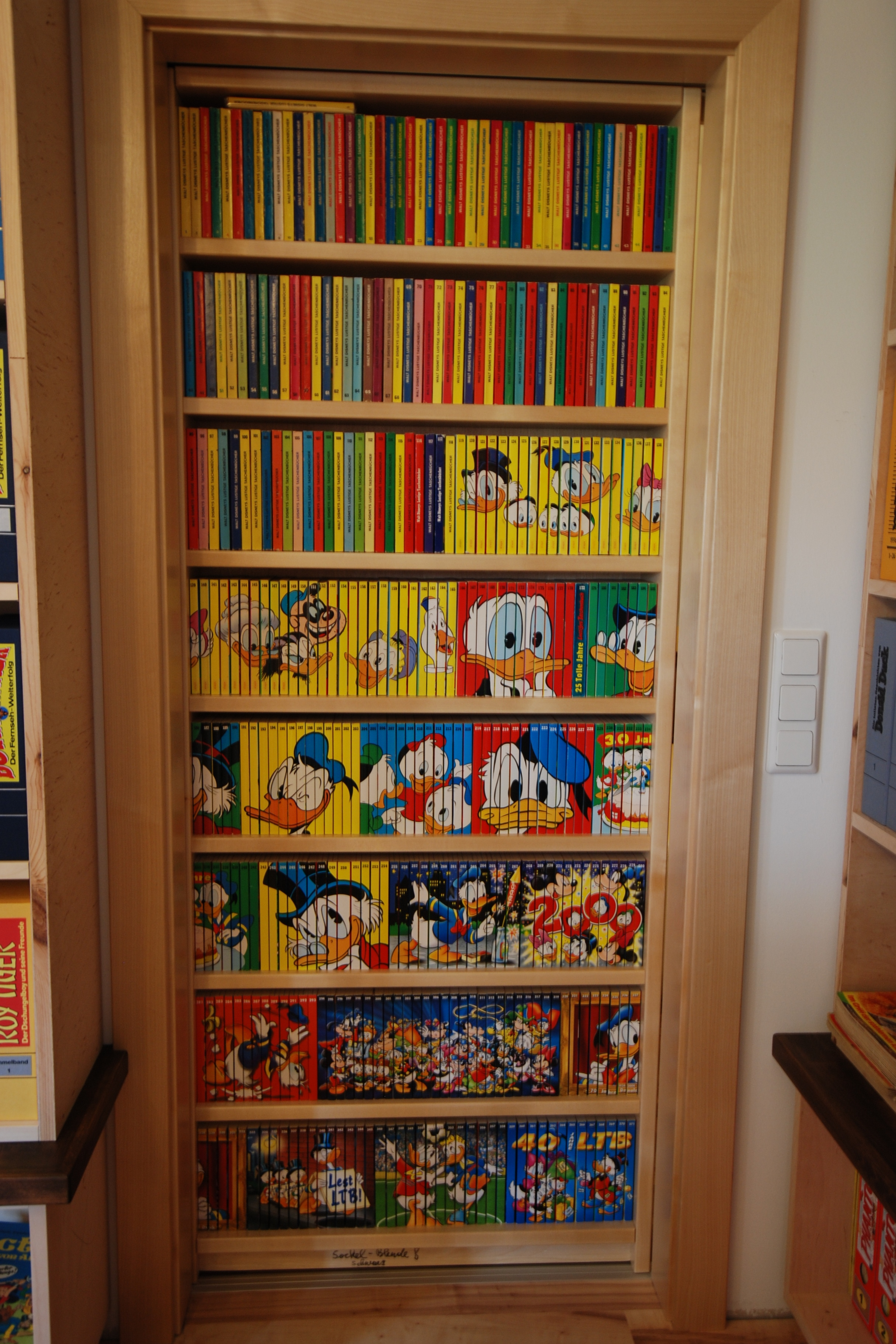
Teil einer Sammlung des Lustigen Taschenbuches

Der Egmont Ehapa Verlag hat bereits sehr früh Nachdrucke der Erstauflage veröffentlicht. Diese späteren Auflagen entsprechen inhaltlich dem Original und unterscheiden sich nur durch einen an den jeweils aktuellen Preis der LTB angepassten Preisaufdruck auf der Vorderseite und dadurch, dass die Liste der bisher erschienen LTB am Buchende bis zur gültigen Ausgabe der Erstauflage fortgeschrieben wurde.
Die Neuauflagen ab Ende der 1980er Jahre unterschieden sich von den bisherigen Auflagen dadurch, dass nun alle Seiten farbig gedruckt waren (die Originale und die Nachdrucke der Zweitauflage bis LTB 118 waren abwechselnd schwarz/weiß und farbig). Auch hier wurde am Ende des Buches die Liste der bisher erschienen LTB bis zur aktuellen Ausgabe der Erstauflage fortgeschrieben und die Preisangabe angepasst.
Mit der Neuauflage der Lustigen Taschenbücher im Jahre 1997 brachte der Egmont Ehapa Verlag auch die älteren LTBs in neuem Gewand heraus. Die einzelnen Bände erhielten neue Titel, Titelbilder und ein Buchrückenmotiv, wie es ab LTB 119 der Erstauflage üblich war. Teilweise wurden auch Textteile neu geschrieben oder Geschichten umbenannt. Die Überarbeitung betrifft überwiegend solche Passagen, die aus heutiger Sicht als jugendgefährdend erscheinen könnten, wie beispielsweise das „Vertrimmenwollen“ von Tick, Trick und Track durch einen wütenden Donald oder das Beschießen eines konkurrierenden Apfelverkaufsstandes mittels Artilleriegeschütz. Des Weiteren wurden einzelne als veraltet empfundene Wörter durch aktuellere ersetzt. Wenig Probleme gab es mit dem Tabakkonsum bestimmter Figuren in den frühen LTB-Geschichten. Es rauchten fast durchweg negativ besetzte (z. B. Kater Karlo, meist eine dicke Zigarre) und stark skurrile Charaktere, so dass von einer Verherrlichung des Rauchens nicht die Rede sein konnte.
Die ersten zehn Bände wurden 2017 anlässlich des 50-jährigen LTB-Jubiläums in der sogenannten LTB Nostalgie-Edition neu aufgelegt, die auf 5000 Stück limitiert und mit Zertifikat versehen war. Diese gab es in einem Sammelschuber und wurden wie die Originale mit dem alten Cover, den alten Preisen und nur jede zweite Doppelseite bunt gedruckt. Außerdem gab es Buch 1–10 in der Retro-Edition, welche das originale Coverbild, jedoch das neue Logo mit dem Hinweis „50 Jahre“, wie die 2017 erschienenen Bücher 489–501, hatten. Diese ähnelten stark den Neuauflagen Ende der 80er. Sie waren einzeln im Handel und Egmont-Shop erhältlich.

### Collectors Edition
Seit 2015 erscheinen zu bestimmten Lustigen Taschenbüchern auch spezielle „Collectors Edition“-Ausgaben. Diese sind auf 1.500 (Ausgaben 1–3), 1.000 (Ausgaben 4–11) bzw. 750 (ab Ausgabe 12) Exemplare limitiert und deutlich teurer als ein reguläres LTB (~ 35 €). Neben einer einzigartigen Aufbewahrungsbox, die verschiedene Farbprägungen hat, erhält der Käufer auch ein Zertifikat mit der Signatur eines Zeichners. Die Ausgaben ähneln in ihrer Aufmachung den Pressemappen, die aber exklusiv für Händler gedacht sind.
Folgende Collectors-Editionen wurden ausgegeben:
- LTB 464 „Die Jagd nach dem Falken“ in grau von Kari Korhonen
- LTB 475 „Gefährliche Galaxien“ in gelb von Giorgio Cavazzano
- LTB 478 „Weltweit im Einsatz“ in blau von Andrea Freccero
- LTB 487 „Endlich reich?“ in rot von Alessio Coppola
- LTB 491 „Die Schatzinsel“ in braun von Stefano Turconi
- LTB 499 „Der Kolumbusfalter kehrt zurück!“ in blau von Andrea Freccero (zusätzlich LTB 1 „Der Kolumbusfalter“)
- LTB 506 „Tatort Entenhausen“ in graublau von Flemming Andersen
- LTB 513 „90 Jahre Micky“ in rotbraun von Andrea Castellan, der auch unter dem Künstlernamen Casty bekannt ist
- LTB 520 und 521 „85 Jahre Donald Duck“ und „50 Jahre Phantomias“ in grau von Andrea Freccero
- LTB 526 „Jagd durch Berlin“ in gelb von Flemming Andersen
- LTB 539 „Zurück am Tatort Entenhausen“ in graublau von Flemming Andersen
- LTB 552 „70 Jahre Panzerknacker“ in rot von Andrea Ferraris
- LTB 566 „Goldenes Jubiläum“ in grün von Fabio Celoni
- LTB 590 „Das Buch der Flüche“ in gelb von Giorgio Cavazzano

Zum 500. Jubiläum gab es eine Ausgabe des Lustigen Taschenbuches, das „LTB Collectors Edition Exklusiv“ mit blauem Einband und einer goldenen 500 auf dem Cover (die reguläre 500. Ausgabe hatte einen roten Einband mit einer silbernen 500 auf dem Cover), das nur im Pop-Up-Store in Berlin erhältlich war. Dadurch wurde die Ausgabe zu einem Spekulationsobjekt, das bereits beim Erscheinen im privaten Weiterverkauf – insbesondere an Sammler im deutschsprachigen Ausland – zum teilweise fünffachen Preis gehandelt wurde. Das Cover stammte ebenfalls von Andrea Freccero.
2024 erschien ein LTB Collectors Edition Spezial mit der Ausgabe LTB 591 „Onkel Dagobert und der Infinity-Taler“ von Lorenzo Pastrovicchio und einem Variant Cover von Gabriele Dell'Otto. Die Ausgabe wurde auf 500 Exemplare limitiert.

## Nebenreihen
Es existieren zahlreiche Nebenreihen des Lustigen Taschenbuchs, die sowohl Geschichten enthalten, die bereits in regulären LTB-Bänden oder in anderen Disney-Publikationen erschienen sind, als auch bisher im deutschen Sprachraum unveröffentlichte Comics.

### Aktuelle Nebenreihen
- LTB Enten-Edition: Diese erschien bis 2011 dreimal pro Jahr, zwischen 2012 und 2022 viermal und seit 2023 sechsmal pro Jahr und enthält nur Duck-Comics. Jeder Band widmet sich einer speziellen Person. Neben bereits veröffentlichten Geschichten enthält die Enten-Edition auch deutsche Erstveröffentlichungen. Bis März 2025 sind 90 Bände erschienen.

- LTB Maus-Edition: Erschien am 14. April 2011 erstmals als Testausgabe und wurde bis 2018 einmal jährlich von der zweiten Ausgabe fortgesetzt. Seit Band 10 (2019) änderte die Erscheinungsweise auf zweimal jährlich. Ähnlich wie bei der Enten-Edition enthält es nur Geschichten eines „Universums“, in diesem Fall nur das Maus-Universum. Im September 2024 erschien mit dem 21. Band die vorerst letzte Ausgabe der Maus-Edition.

- LTB Spezial: Es enthält mit 508 Comicseiten doppelt so viele wie ein normales LTB und hat ein bestimmtes Thema, dem alle Geschichten folgen, beispielsweise „Abenteuer in Fernost“ (Band 17) oder „Im Zeichen der Liebe“ (Band 22). Es besteht zum größten Teil aus alten Geschichten bereits veröffentlichter Ausgaben des LTB und deren eingestellten Nebenserien (z. B. Donald Duck, Onkel Dagobert, Disneys Abenteuer Team, Ein Fall für Micky etc.). Es kommt aber auch häufig zu deutschen Erstveröffentlichungen innerhalb dieser Reihe. Bis 2010 erschien das LTB Spezial viermal im Jahr, seit 2011 alle zwei Monate. Mit der Ausgabe Nr. 73 („Ist das Kunst oder kann das weg?“) erschien erstmals ein Spezial mit ausschließlich 22 deutschen Erstveröffentlichungen. Bis März 2025 sind 123 Bände erschienen.

- LTB Winter: Diese Reihe mit Wintergeschichten erscheint seit Januar 2019 in jährlichem Erscheinungsturnus. Bisher sind sieben Bücher erschienen.

- LTB Ostern: Im März 2009 erschien zum ersten Mal ein Sonderband mit Ostergeschichten bzw. Frühlingsgeschichten. Seitdem erscheint der Band jährlich zur Osterzeit. Bisher sind 17 Bände erschienen.

- LTB Freizeit (LTB Balkonien, LTB Camping, LTB Rätsel, LTB Wandern, LTB Fitness, LTB Klettern, LTB Fahrrad, LTB Schlager): Band 1 trug den Titel LTB Balkonien und erschien 2020, Band 2 trug den Titel LTB Camping und erschien 2021, Band 3 trägt den Titel LTB Rätsel, Band 4 trägt den Titel LTB Wandern und erschien 2022, Band 5 trägt den Titel LTB Fitness, Band 6 trägt den Titel LTB Klettern beide erschienen 2024. Für 2025 wurden das LTB Fahrrad und LTB Schlager angekündigt.

- LTB Sommer: Diese Reihe erscheint seit 2011 jährlich im Juni. Die hier abgedruckten Geschichten haben vieles rund um den Sommer als Thema. Bisher sind 14 Ausgaben erschienen.

- LTB Halloween: Dieses LTB erscheint seit Oktober 2015 und beinhaltet Neuveröffentlichungen zum Thema Halloween oder mit Gruselelementen. Bisher sind zehn Bände erschienen.

- LTB Advent: Dieses LTB erscheint seit Oktober 2015 und beinhaltet 24 weihnachtliche und vorweihnachtliche Geschichten. Die Seiten lassen sich mit einem Messer oder einem Stift vorsichtig auftrennen. Es erfüllt daher die Funktion eines Adventskalenders. Bisher sind acht Bände erschienen, seit 2022 erschien kein Buch der Reihe mehr.

- LTB Nikolaus: Dieses LTB beinhaltet weihnachtliche Geschichten und wurde für die Serie Detektiv Donald Duck eingeführt. Bisher sind drei Bände erschienen, die vorwiegend Nachdrucke aus dem LTB Weihnachten beinhalten.

- LTB Weihnachten: Diese Sonderbände erscheinen seit 1994 jährlich Ende Oktober oder Anfang November und enthalten nur Weihnachtsgeschichten. In einigen Ausgaben sind auch mehrere Barks-Geschichten zu finden. Die Bücher erschienen von Band 1 bis 3 unter dem Titel „Weihnachtsgeschichten“, von Band 4 bis 11 als „Weihnachten in Entenhausen“ und seit Band 12 als „Frohes Fest in Entenhausen“. Bis 2024 sind 30 Bände erschienen.

- LTB Extra: Bisher sind acht Ausgaben des LTB-Extra zur Fußball-Weltmeisterschaft 2006, Fußball-Weltmeisterschaft 2010, zur Fußball-Weltmeisterschaft 2014, zur Fußball-Europameisterschaft 2016, zur Fußball-Weltmeisterschaft 2018[12], zur Fußball-Europameisterschaft 2020, zur Fußball-Weltmeisterschaft 2022 und zur Fußball-Europameisterschaft 2024 erschienen. Bei dem ersten Band handelt es sich um ein (nahezu) rundes Buch, in dem nur Geschichten zum Thema Fußball enthalten sind. Seitdem erscheint zu den Fußball-Großereignissen jeweils ein Buch.

- LTB Collection: Im LTB Collection wird die Fantasy-Serie „Kampf der Zauberer“ veröffentlicht. Das LTB Collection erschien bisher in den Jahren 2009, 2010, 2014, 2018, 2021 und 2022.

- LTB Royal: Im Juni 2013 erschien erstmals ein Buch dieser Art, welches nur Geschichten einer „königlichen Familie“ beinhaltet. Bisher sind 7 Ausgaben erschienen (2013, 2015, 2017, 2018, 2019, 2020, 2022). Seit 2022 erschien kein LTB Royal mehr.

- Spezial-Edition: Über die offizielle Website ist es möglich, auch personalisierte LTBs zu bestellen. Hier war es möglich, Namen einfügen zu lassen und das Cover mit einem Bild zu ergänzen. Bisher erschienen 3 Bücher (ohne Titel, „Alles Gute“, „Alles Liebe“).

- LTB Premium: Diese Reihe beinhaltet Serien, die sich weit vom „klassischen“ Entenhausen wegbewegen. Der erste Band erschien im Februar 2011. Ab dem zweiten Band (März 2012) erschien die Reihe zweimal jährlich. Ab dem 8. Band (2015) erschien die Reihe dreimal jährlich, seit 2018 (Band 20) erscheint die Reihe vier Mal pro Jahr. Bis März 2025 sind 45 Bände erschienen.

- LTB Young Comics: Diese Reihe erscheint seit 2022 und führt die Serien aus dem LTB Premium Plus fort. Bis März 2025 sind 17 Bände erschienen.

- LTB Lesespaß: Bisher erschienen vier Bücher dieser Reihe, das letzte Buch 2021.

- LTB Crime: Diese Reihe rund um Kriminalgeschichten erscheint seit dem Jahr 2019. Die Reihe ist in Staffeln zu je sechs Bänden aufgeteilt. Die erste Staffel erschien im Jahr 2019, die zweite erschien im Jahr 2020. Die dritte Staffel startete im Januar 2023 mit Band 13. Die aktuelle 5. Staffel startete im Januar 2025.

- LTB präsentiert…: Eine 2015 erstmals erschienene Reihe, in der spezielle Geschichten gesammelt veröffentlicht werden. Die ersten beiden Bände widmeten sich den Abenteuern aus Onkel Dagoberts Schatztruhe. Parallel zum Taschenbuch erschien auch eine Hardcover-Variante in der Egmont Comic Collection. Auch Es war einmal in Amerika ist in beiden Varianten 2016 erschienen. 2017 erschienen zwei Bücher über die Comicserie Goofy – eine komische Historie. 2018 und 2019 pausierte die Reihe zugunsten des One Shots LTB DuckTales, das parallel zur neuen DuckTales-Fernsehserie erschien. 2020 und 2021 erschienen weder das LTB Duck Tales noch das LTB präsentiert. 2022 wurde die Reihe mit den Bänden 7 und 8 zum Thema Duckscher Geheimdienst fortgesetzt.

- LTB Mundart: Eine ab 2016 erschienene Reihe mit Comics, in denen ein Dialekt gesprochen wird. Bisher sind sechs Bände in unregelmäßigen Abständen erschienen („Münchnerisch“: 2016, „Berlinerisch“: 2018, „Wienerisch“: 20. Februar 2020, „Kölsch“: 8. Februar 2021, „Schwäbisch“: 12. September 2022, „Ruhrdeutsch “: 8. August 2023).[13][14]

- LTB Sonderedition: Diese Reihe, die der Jubiläumsedition in Gestaltung und Konzeption so ähnlich ist, dass man sie schon fast als Teil der Sonderedition betrachten kann, erschien erstmals im Jahr 2008. Jährlich erscheinen vier Bände zu einem bestimmten Thema (meist runde Geburtstage von Figuren; ein einer Figur oder Figurengruppe gewidmeter Band enthält nur Geschichten, in denen diese vorkommt), die jeweils 300 Seiten stark sind und pro Band zwei deutsche Erstveröffentlichungen beinhalten. Die Titel sind uneinheitlich: Manchmal gibt es einen einzigen Titel für eine Sonderedition, manchmal hat jeder Band einen eigenen und manchmal gibt es überhaupt keinen Titel. Folgende Reihen sind bisher erschienen (eigene Themen von Einzelbänden werden in der Reihenfolge angegeben):
  - 2008: Zu Micky Maus’ 80. Geburtstag, erschienen von Oktober bis November
  - 2009: „Aus dem Leben eines Superstars“, zu Donald Ducks 75. Geburtstag, erschienen von Mai bis Juni
  - 2010: Zum 400. LTB, erschien im März. Neben den Erstveröffentlichungen enthält jeder Band Geschichten aus je 100 LTBs (Band 1 aus LTB 1–100, Band 2 aus LTB 101–200 etc.)
  - 2011: Zum 60. Geburtstag der Panzerknacker, erschien im November
  - 2012: „Aus dem Leben eines Milliardärs“, zu Dagobert Ducks 65. Geburtstag, erschien im November
  - 2013: Zu Micky Maus’ 85. Geburtstag, erschienen von Oktober bis November. Die Reihe erschien in Kooperation mit der Zeitung Bild und heißt offiziell nicht „Sonderedition“, sondern „Geburtstagsedition“. Hier enthalten die Bände nicht ausschließlich Comics mit Micky Maus, denn jeder Band ist einer anderen Hauptfigur gewidmet (Donald Duck, Dagobert Duck, Tick, Trick und Track Duck, Micky Maus).
  - 2014: „80 Jahre Donald Duck“, zu Donald Ducks 80. Geburtstag, erschien im April
  - 2015: „Entenstarke Frauen“, erschien von April bis Juni, jeder Band ist einer weiblichen Figur gewidmet (Gundel Gaukeley, Gitta Gans, Minnie Maus, Daisy Duck).
  - 2016: „Entenhausens Unterwelt“, erschien von Februar bis März, jeder Band ist einer kriminellen Figur oder Figurengruppe des Kosmos gewidmet (Schwarzes Phantom, Gundel Gaukeley, Kater Karlo, Panzerknacker).[15]
  - 2017: Sonderedition zum 50. Jubiläum in 5 Bänden. Die Geschichten wurden unter ltb50.de online abgestimmt. Sie erschien unter dem Namen LTB Fan-Edition. Außerdem erschien ab November 2017 mit der Nostalgie Edition (Reprint der Bände 1–10) eine weitere Sonderedition.
  - 2018: „Mickys Memoiren“, zu Mickys 90. Geburtstag.
  - 2020: „Literatur“, eine Sonderedition, die vorwiegend Literaturpersiflagen enthält.[16]
  - 2021: „Kino Bestseller“, eine Sonderedition, die vorwiegend Kino-Adaptionen enthält.
  - 2022 : Sonderedition zum 75. Geburtstag von Dagobert Duck
  - 2024 : „90 Jahre Donald“ zu Donalds 90. Geburtstag

- LTB Abenteuer: Die Reihe startete 2023 und enthält 6 Bände pro Jahr mit vorwiegend Nachdrucken älterer Geschichten.

- LTB Entenhausen Stars: Die Reihe startete 2023 und enthält 6 Bände pro Jahr mit vorwiegend Nachdrucken älterer Geschichten. Jedes Buch ist einer anderen Figur gewidmet.

- LTB Space: Im Jahr 2025 wird die Themenreihe veröffentlicht, die wie das LTB Galaxy vorwiegend Science-Fiction-Geschichten beinhaltet.

- Micky Maus Jubiläumsband und LTB Sonderband: Die Ausgabe „70 Jahre Spaß mit Micky“ erschien 1998 zum 70. Geburtstag von Micky Maus, Band 2 mit dem Titel „75 Jahre Superstar“ im Jahr 2003. Dazu erschien 2018 der LTB-Sonderband „90 Jahre Micky“ und 2019 erschien „85 Jahre Donald“.

- LTB UNI/LTB FIT/LTB BUTLERS/LTB NEU: Bei den fünf bisher erschienenen Bänden handelt es sich um kostenlose Leseproben, welche verteilt werden, um mehr volljährige Leser zu gewinnen. In Leseproben befindet sich die Story Das verlorene Amulett aus LTB 376. Im November 2011 wurde eine weitere Leseprobe mit dem Titel UNI kostenlos verteilt. Sie enthält die Geschichte Die Rückkehr des Ducksters. Danach erschien das LTB Butlers mit den Geschichten Ein klarer Fall … von Eifersucht und Spürsinn liegt in der Familie und zuletzt das LTB NEU mit Genie und Wahnsinn aus dem LTB 424.

- LTB ABO+: Seit 2014 erscheint jedes Quartal die Zeitschrift LTB ABO+, die nur im Zusammenhang mit einem Abonnement erhältlich ist. Das Magazin enthält Vorschauen und Leseproben zu Veröffentlichungen, Interviews, Zeichenkurse und Einseiter.

### Eingestellte & einmalige Nebenreihen
- Disneys beste Comics Aus LUSTIGE TASCHENBÜCHER: In den Jahren 1988 und 1989 erschienen insgesamt 12 Bände mit Nachdrucken von Geschichten aus den frühen LTBs. Dabei wurden Maus- und Duck-Geschichten in den Bänden gemischt, so dass sich die Reihe an den Aufbau der seinerzeit aktuellen LTBs anlehnte. Auch Format und Umfang entsprachen der Hauptreihe. Die ersten zwei Bände trugen den Titel „Die besten Comics“.[17]

- LTB Jubiläumsedition: Die Reihe erschien im Jahr 2007 und hatte als Thema 40 Jahre LTB, es gibt vier Bände, die nach Jahrzehnten aufgeteilt sind (1967–1977, 1977–1987, 1987–1997, 1997–2007) und einen „repräsentativen Querschnitt“ der LTB-Geschichten dieses Zeitraums sowie je eine bisher unveröffentlichte Geschichte enthalten. Alle vier Bände waren auch zusammen mit einer Sammelbox bei Egmont Ehapa direkt bestellbar.

- LTB Mini Pocket: Die LTB Mini Pockets haben ein kleineres Format als die regulären LTB-Bände und sind immer einer bestimmten Person aus dem Maus- oder Duck-Universum gewidmet. Von 2004 bis 2010 sind die zehn Bände immer im Juni, Juli oder August erschienen. Seit 2011 erscheinen sie nicht mehr.

- LTB Fantasy: Erschien von Januar bis November 2013 alle zwei Monate, so dass es insgesamt sechs Bände gibt. Das Buch enthält einige Nachdrucke aus alten LTBs und diverse Erstveröffentlichungen zum Thema „Fantasy“.

- LTB History: Die sechs Bände dieses LTBs erschienen 2014 im gleichen Rhythmus wie beim LTB Fantasy und beinhalten Geschichten zu historischen Themen.

- LTB Geschenk: Eine 2014 einmalig erschienene Reihe mit drei Bänden („Alles Gute“, „Vielen Dank“ und „Alles Liebe“).

- LTB English Edition: Im Juli und September 2009 erschienen die ersten beiden Bände der LTB English Edition. Innerhalb dieser Reihe werden bereits veröffentlichte Geschichten in englischer Sprache abgedruckt. Bei dem Text handelt es sich nicht um den englischen Originaltext der jeweiligen Geschichten. Vielmehr wurde aus pädagogischen Gründen der jeweilige Text für eine deutschsprachige Leserschaft angepasst. Die Serie ist für eine jüngere Leserschaft konzipiert; Ziel ist es, Lernen mit Spaß zu verbinden. In einem redaktionellen Teil am Ende des Buches werden die Figuren mit ihren englischen Originalnamen vorgestellt sowie eine kurze Übersetzung der wichtigsten Vokabeln. Auffällig an dieser Reihe ist, dass ausschließlich Geschichten mit D-Code (Comics des Egmont-Verlags) abgedruckt werden und auf italienische Comics komplett verzichtet wird. 2009 bis 2012 erschien dieses Buch jeweils einmal im Juli und September. Seit 2015 gab es keine Neuerscheinungen dieser Reihe. Danach folgte die Micky Maus English-Edition, die 2016 wieder eingestellt wurde.

- LTB Sommerspiele: Erschien für die Olympischen Sommerspiele 2016 und umfasste 3 Bände (Gold, Silber, Bronze) mit älteren Geschichten rund um das Thema „Olympische Spiele“. Eine Fortsetzung ist nicht geplant.

- LTB Malbuch: 2016 erschien das LTB Malbuch Nr. 1 – Entenhausen MAL anders. Hier folgt der Verlag dem Trend des Jahres und veröffentlicht ein Malbuch, das auf 96 Seiten größtenteils Donald-Motive enthält. Figuren aus dem Maus-Universum oder andere populäre Disney-Figuren werden kaum abgedruckt. Es wurden keine weiteren Bände veröffentlicht.

- LTB Sonderprodukte: 2016 erschien als Beilage zu einem Badetuch das Lustige Taschenbuch mit den Panzerknackern auf dem Titelbild und fünf bereits veröffentlichten Geschichten mit den Panzerknackern. In der Micky Maus 8/2009 erschien das LTB XX „Buchtresor – Geheimauftrag für Phantomias“.

- LTB Notizbuch: Mit dem Aufdruck LTB 999 und den Titeln Ganz geheim! sowie Phantomias' geheimes Notizbuch sind zwei Notizbücher erschienen. Außerdem mit dem Aufdruck LTB 353, „Donald taucht ab“, ein weiteres.

- LTB Postkartenbuch: 2016 erschien erstmals ein Postkartenbuch, das Postkarten mit den Motiven der 13 LTB-Ausgaben des Jahres 2016 sowie 2 Sonderkarten enthält. Die Postkarten kann man aus dem Buch herausnehmen.

- LTB Briefmarken Collection: Erschien einmalig im Jahr 2017 inkl. vier LTB-Briefmarken.

- LTB – Eine Retrospektive: 2017 anlässlich des 50-jährigen Bestehens des LTB im übergroßen Coffee-Table-Format (40 × 28 cm) erschienener, einmaliger Sonderband. Die auf 1500 Stück limitierte Sammleredition mit Zertifikat enthält eine Rückschau auf 50 Jahre LTB mit Informationen zu allen erschienenen LTBs, Coverzeichnungen und zwei Comics. Sie war nicht in Zeitschriftenläden und Bahnhofskioken erhältlich, sondern nur online im Egmont-Shop und bei Amazon und Weltbild sowie teilweise in Buchhandlungen.[18] Der Band war in einem stilvollen Schutzkoffer verpackt und erschienen in der Egmont Comic Collection.

- LTB REWE Sammel-Edition: Zum 50-jährigen LTB-Jubiläum erschien von November bis Dezember 2017 die REWE Sammel-Edition. Ab einem Einkauf von 30 € erhielt man im Geschäft eine kostenlose Ausgabe. Insgesamt gibt es sechs Bücher in unterschiedlichen Farben mit jeweils 96 Comicseiten. Jeder Band enthält eine in Deutschland bisher unveröffentlichte Geschichte.[19] Da die Rewe Group mit der HIT Handelsgruppe kooperiert, wurde die REWE-Edition auch in den HIT-Supermärkten verteilt.[20]

- LTB Exklusiv: Die vier erschienenen Bände des LTB Exklusiv können nur von LTB-Abonnenten bestellt werden und enthalten ausschließlich unveröffentlichte Geschichten. Band 3 konzentriert sich auf das Thema „Weihnachten“. 2018 erschien die 4. Ausgabe.

- LTB Galaxy: Eine Reihe rund um Science-Fiction-Geschichten wurde bereits 2015 anvisiert, jedoch von Disney/Lucas nicht freigegeben. Das LTB Ultimate wurde als Ersatz publiziert. Das LTB Galaxy erschien im Zwei-Monats-Rhythmus im Jahr 2018.[21]

- LTB DuckTales: Im Jahr 2018 wurde die neue Reihe LTB DuckTales veröffentlicht. Neben der deutschen Erstveröffentlichung „Die Gold-Odyssee“ und „Die Jagd nach der Nummer Eins“ befinden sich Geschichten aus anderen Disney Magazinen (wie z. B. Mickyvison oder Micky Maus Magazin), die alle auf Geschichten der Reihe DuckTales basieren. Band 3 und 4 erschienen im Jahr 2019.

- LTB Kochbuch: Der eine Band dieser Reihe erschien am 3. September 2020 und beinhaltet Rezepte und Geschichten rund um das Thema „Kochen“.

- LTB Premium Plus: Diese Reihe erschien 2019–2021. Es sind acht Bücher erschienen.

- LTB Weltreise: Diese Reihe enthält Geschichten in Bezug auf sechs Kontinente. 2021 sind sechs Bände erschienen.

- LTB Classic Edition (Carl Barks): Diese Reihe erschien von Juni 2019 bis August 2022 im zweimonatlichen Rhythmus und enthält die klassischen Comicgeschichten von Carl Barks in der Übersetzung von Erika Fuchs.

- LTB Ultimate Phantomias: Diese Reihe erschien seit Januar 2015 alle zwei Monate und beinhaltet alte und neue Geschichten mit der Figur Phantomias, wobei es pro Band eine deutsche Erstveröffentlichung gibt. Die Sonderreihe endete mit dem 48. Band Ende 2022.

- LTB Phantomias Collection folgt der Ultimate Phantomias Reihe und beschäftigt sich ausschließlich mit Geschichten mit Phantomias.

- LTB Fantasy Entenhausen: 2022 erschien eine neue sechsbändige Themenreihe. Sie wird 2023 nicht fortgeführt.

- Micky Maus Taschenbuch: Diese Reihe erschien zum ersten Mal 2016 und umfasste 36 Bücher. Sie enthielt vorwiegend 4-reihige Geschichten und hatte das gleiche Format wie das LTB Mundart.

## Sonstiges
Parallel zum LTB erschien von 1974 bis 1998 mit dem Donald Duck Taschenbuch eine 100-seitige Comicreihe. Seit 2010 wird die Tradition der Hundertseiter mit der Reihe Donald Duck & Co. fortgesetzt. Außerdem erschienen die 100-Seiter Panzerknacker & Co. (1986–1987), Onkel Dagobert Taschenbuch (1987–1993), Ein Fall für Micky (1994–1995), Abenteuer Team (1996–1998) und Unternehmen Fähnlein Fieselschweif (1997–1998). Zudem erschien von 1998 bis 1999 mit dem Donald Comics & Mehr eine Nachfolgereihe des Donald Duck Taschenbuchs, die vom Format und Seitenumfang etwas größer war und zudem einen redaktionellen Teil beinhaltete. Seit 2016 erscheint auch parallel ein Micky Maus Taschenbuch, allerdings im größeren Format und 150 Seiten.
Die erste Geschichte auf Englisch erschien im LTB 391 („A Girl for Gladstone“) – noch vor der Veröffentlichung der LTB English Edition.

### Programmgestaltung aufgrund der COVID-19-Pandemie
Aufgrund der COVID-19-Pandemie und der damit verbundenen Infektionsschutzmaßnahmen gerieten viele Comicverlage und Händler an den Rand der Existenzbedrohung. Auch die Egmont Ehapa Media GmbH war gezwungen, ihr Programm zu ändern. Da die Fußball-Europameisterschaft 2020 auf 2021 verlegt wurde, wurde auch die Veröffentlichung des LTB Extras 6 von 2020 auf 2021 verlegt. Auch das Cover von LTB 533 wurde kurzfristig von einem Fußballmotiv auf ein Phantomias-Cover geändert. Die Geschichtenkompilation wurde aber beibehalten, und so befinden sich trotzdem Fußballgeschichten in der Ausgabe.
Der Hardcoverband NullNull Duck – No Time to Duck erschien anlässlich des Films James Bond 007: Keine Zeit zu sterben; der Filmstart wurde aber auf September 2021 verschoben und weicht damit erheblich von der Buchveröffentlichung ab.
Auch die Olympischen Sommerspiele 2020 wurden verschoben, und so wurde die Fortführung der Reihe LTB Sommerspiele ebenfalls nicht durchgeführt. Stattdessen hat der Verlag die neue Reihe LTB Balkonien eingeführt, die ausschließlich aus Nachdrucken besteht. Außerdem wurde neben den bereits angekündigten Reihen auch noch die Romanreihe LTB Lesespaß eingeführt.